# Ralf Kuchler
Ralf Kuchler (* 7. November 1969 in Kiel) ist ein Konteradmiral der Deutschen Marine. Er ist seit dem 31. August 2023 Kommandeur der Führungsakademie der Bundeswehr in Hamburg.

## Militärische Laufbahn

### Ausbildung und erste Verwendungen
Kuchler trat mit der Crew VI/89 in die Bundeswehr ein und absolvierte die Ausbildung zum Marineoffizier unter anderem auf dem Segelschulschiff Gorch Fock und bei einem Flottenpraktikum in der U-Bootflottille. Im Anschluss studierte er von 1990 bis 1995 Volkswirtschaftslehre und Wirtschaftsingenieurwesen an der Universität der Bundeswehr in Hamburg. Nach Abschluss seines Studiums wurde Kuchler für ein halbes Jahr als II. Navigationsoffizier auf dem Zerstörer Rommel eingesetzt, bevor er von 1995 bis 1996 den Offizieraufbaulehrgang an der Marineschule Mürwik besuchte. Von 1996 bis 1998 wurde er erneut auf dem Zerstörer Rommel eingesetzt, diesmal als U-Jagd- und Artillerieoffizier. Nach Besuch einer dreimonatigen Sprachausbildung für Niederländisch am Bundessprachenamt in Hürth nahm Kuchler von 1998 bis 2000 an einem Personalaustauchprogramm mit der Königlich-niederländischen Marine teil, er war in dieser Zeit als Brückenwachoffizier auf der Fregatte Bloys van Treslong und Navigationsoffizier auf der Jan van Brakel eingesetzt und besuchte einen Lehrgang für Luftverteidigung an der Belgisch-Niederländischen Operationsschule in Den Helder. Von 2000 bis 2001 wurde er als I. Führungsmittel- und Waffeneinsatzoffizier auf der Fregatte Lübeck und danach von 2001 bis 2003 als I. Luftverteidigungsoffizier und I. Schiffseinsatzoffizier der Fregatte Sachsen verwendet. Von 2003 bis 2005 war Kuchler Teilnehmer am 45. Admiralstabslehrgang an der Führungsakademie der Bundeswehr in Hamburg.

### Dienst als Stabsoffizier
Die erste Verwendung als Stabsoffizier führte Kuchler von 2005 bis 2007 als Referent Fü M III 1 (Konzeption und planerische Vorgaben; Internationale Zusammenarbeit) in den Führungsstab der Marine im Bundesministerium der Verteidigung nach Bonn. Es folgte von 2007 bis 2008 eine weitere Referentenverwendung als Referent Fü S VI 2 (Konzeption der Bundeswehr, Transformation, CD&E) im Führungsstab der Streitkräfte. Von 2008 bis 2009 war Kuchler Erster Offizier auf der Fregatte Karlsruhe. Es folgte von 2009 bis 2011 eine Verwendung als Dezernent EU-Fähigkeitsentwicklung beim Deutschen Militärischen Vertreter (Generalleutnante Jürgen Bornemann bzw. später Roland Kather) beim Militärausschuss der NATO/EU in Brüssel, Belgien. Von 2011 bis 2013 war Kuchler Kommandant der Fregatte Hamburg, im Anschluss von 2013 bis 2015 Adjutant des Generalinspekteurs der Bundeswehr, General Volker Wieker. Von 2016 bis 2017 folgte eine weitere ministerielle Verwendung als Referatsleiter FUSK II 1 (Unterstützungsaufgaben; Organisation Streitkräfte; Stationierung Bundeswehr), ab September 2017 Leiter Zentralreferat und Büroleiter des Abteilungsleiters Führung Streitkräfte, Generalleutnant Klaus von Heimendahl. Von 2017 bis 2018 folgte eine Verwendung als Stellvertreter Kommandeur und Chef des Stabes Einsatzflottille 2.

### Dienst als Admiral
Zum 29. Juni 2018 wurde Kuchler, als Nachfolger von Flottillenadmiral Christoph Müller-Meinhard, Kommandeur der Einsatzflottille 2 in Wilhelmshaven. Auf diesem Dienstposten erhielt er im März 2019 auch die Ernennung zum Flottillenadmiral. Am 24. September 2021 übergab er das Kommando an seinen Nachfolger Flottillenadmiral Axel Schulz. Vom 27. September 2021 bis August 2023 war Flottillenadmiral Kuchler der Büroleiter der Generalinspekteure Eberhard Zorn und Carsten Breuer im Bundesministerium der Verteidigung in Berlin. Seit dem 31. August 2023 ist er Kommandeur der Führungsakademie der Bundeswehr in Hamburg als Nachfolger von Oliver Kohl.